# アンドレス・オロスコ＝エストラーダ
アンドレス・オロスコ＝エストラーダ（Andrés Orozco-Estrada, 1977年12月14日 - ）は、コロンビアの指揮者、ヴァイオリニスト。

## 人物・来歴
1977年、メデジンに生まれる。ウィーン国立音楽大学において、ブルーノ・マデルナ、ハンス・スワロフスキーの薫陶を受けたウーロシュ・ラヨヴィチに指揮を学ぶ。いくつかの歌劇場の指揮者、2009年から2014年までウィーン・トーンキュンストラー管弦楽団首席指揮者、2014年から2021年までhr交響楽団首席指揮者、2014年から2021年までヒューストン交響楽団音楽監督、2020年から2022年までウィーン交響楽団首席指揮者、2023年からRAI国立交響楽団の首席指揮者を務める。